# 科拉提纳
科拉提纳（拉丁語：Collatina）古罗马宗教和神话的女性神祇之一。其事迹反映于相关的古罗马人宗教之著述，为山之神祇。具有重要地影响与积极意义。